# Alfonso de la Serna
Alfonso de la Serna y Gutiérrez-Répide (Santander, 2 de julio de 1922-Madrid, 25 de enero de 2006) fue un escritor y diplomático español. Director general de Relaciones Culturales y embajador, entre otros destinos, en Suecia y Marruecos.

## Biografía
Hijo de Víctor de la Serna y nieto de la escritora Concha Espina. Nació el 2 de julio de 1922 en Santander. En 1948 fue nombrado primer secretario de la primera misión oficiosa que la dictadura de Francisco Franco estableció en México. Director general de Relaciones Culturales entre 1962 y 1967.
Su primer destino como embajador fue Túnez (1957) y posteriormente, Estocolmo (1973-1976). Posteriormente fue director general de Relaciones Culturales (1976-1977), y Embajador Representante permanente de España ante la Oficina de la Organización de las Naciones Unidas en Ginebra (1983-1986).
Promovió el estudio sobre los moriscos en el Magreb.
Falleció en Madrid el 25 de enero de 2006.

## Obras
- Imágenes de Túnez, Ediicones Cultura Hispánica, Madrid, 1990, 345 pp. Traducido al francés.
- Al sur de Tarifa. Marruecos España: un malentendido histórico, Madrid, 331 pp.[9] Traducido al árabe.

## Distinciones
- Gran Cruz de la Orden del Mérito Civil (1964)[10]
- Gran Cruz de la Orden Civil de Alfonso X el Sabio (1977)[11]